# Sons of Cuba
Sons of Cuba s una pel·lícula documental del 2009 ambientada a l'Acadèmia de Boxa de l'Havana, una escola al cor de l'èxit olímpic de Cuba al ring. Segueix les històries de tres joves aspirants a través vuit mesos d'entrenament i escolarització mentre es preparen per al Campionat Nacional de Boxa de Cuba per a sub-12. Sons of Cuba va ser dirigit per Andrew Lang i està distribuït per Cinetic Rights Management per als EUA i Canadà i Ro*co Films per a la resta del món.

## Premis i nominacions
- Guanyador, Millor documental al Festival Internacional de Cinema Llatí de Los Angeles de 2009[3]
- Guanyador, Millor documental al Festa del Cinema di Roma de 2009[4]
- Guanyador, Premi del Jurat Juvenil al Sheffield Doc/Fest[5]
- Guanyador, Millor pel·lícula sobre Amèrica Llatina d'un no llatinoamericà al Festival Internacional del Nou Cinema Llatinoamericà de l'Havana de 2009[6]
- Guanyador, Millor documental per la Fundació del Nou Cinema Llatinoamericà de 2009
- Nominat com a Millor documental als Premis British Independent Film de 2009[7]
- Guanyador, Premi Radio Exterior d'Espanya al millor documental, XVI Mostra de Cinema Llatinoamericà de Catalunya[8]